# 반라엘리안 운동
반라엘리안 운동은 라엘리안 무브먼트라는 종교에서 벗어난 사람들이 주축이 된 모임이다. 라엘리안 무브먼트는 1973년 엘로힘이라 불리는 외계인과 접촉했고 자신은 인류를 구원하기 위해 온 예언자라 주장하는 클로드 보리롱 라엘(이하 라엘)에 의해 창설되었다. 당시 우주기술이나 외계인에 대한 높은 기대에 부흥해 라엘리안 무브먼트는 잠시 많은 회원들을 거느렸으나 지금은 표절 의혹과 더불어 라엘리안에서 탈퇴한 수많은 사람들의 증언에 의해 상당수의 회원들이 빠져나갔거나 잠적해있는 상태이다.
외국의 반라엘리안 운동은 여러 사이트에 의해 운영되고 있으나, 한국에서는 라반사(라엘을 반대하는 사람들)라는 다음 카페가 주로 활성화되어 있다. 그러나 라엘리안 무브먼트 자체가 지금은 상당히 축소되어 새로운 회원들의 증가를 염려할만한 상황은 아니라는 판단하에 라엘리안을 탈퇴했던 대부분의 사람들은 라엘리안 자체에 별로 관심을 두지 않는 편이다.

## 반라엘리안 운동의 역사
라엘이 라엘리안 무브먼트를 창설했을 초기에 사람들의 관심은 주로 그 파격적인 교리에 있었다. 라엘은 외계인이 인류를 창조하였으며, 본인은 야훼의 아들이자 예수의 동생이라고 하였다. 그뿐만 아니라 그는 인류의 역사 뿐만 아니라 인간의 본질, 목적, 미래, 사회 등과 관련된 이슈에도 파격적인 주장을 하였다. 따라서 그를 반대하는 대부분의 사람들은 그의 교리에 반대하는 사람들이었다.
하지만 라엘리안 무브먼트가 창설되고 얼마 지나지 않아 라엘이 다른 사람의 책을 표절했다는 주장이 나타나기 시작했다. 특히 장센디라는 프랑스 작가의 책들은 라엘이 그의 책을 도용했다고 충분히 생각할 수 있을 만큼 비슷하였다. 예를 들어, 엘로힘이라는 단어의 정의나, 2만5천년전 외계인이 지구에 와서 수많은 생명체를 창조했다는 아이디어, 무한 마크, 무한 우주 등등 수많은 교리들이 장센디의 책에도 적혀있다.
표절 의혹이 나타난 시점에 라엘은 자신의 고향을 떠났으며, 결국엔 캐나다까지 이주하는 사태가 벌어졌다. 캐나다에서도 마찬가지로 불어를 읽을 수 있는 사람들에 의해 표절 의혹이 붉어졌고 수많은 회원들이 떠나는 계기가 되었다.
2009년에는 라엘의 오른팔이자 전(前) 주교 가이드였던 장드니생씨(Jean-Denis Saint-Cyr)에 의해 이러한 의혹이 폭발하였다. 그는 자신의 저서를 통해 라엘이 외계인과 접촉한 일이 없다는 진술을 했음을 밝혔다. 또한 라엘이 가르치는 명상법도 원래는 자신이 가르치던 실바메소드의 일종이라고 한다.
이 폭로 후, 수많은 탈퇴 라엘리안들의 증언이 이어졌는데 주로 라엘 본인의 사생활과 관련된 문제들이다. 라엘의 전 부인의 증언에 의하면 그는 가족들이 보는 앞에서도 수백명의 젊은 여성들을 데리고 와 집에서 난잡한 파티를 즐겼다고 한다.
현재는 라엘이 일본 오키나와에 머물며 이렇다할만한 활동이 없기 때문에 라엘리안 무브먼트의 존재는 서서히 사람들에 의해 잊혀지고 있다.

## 한국에서의 활동
한국에서는 2009년 당시 캐나다에 거주하던 한 라엘리안에 의해 수많은 회원들이 탈퇴하는 계기가 된다. 라엘리안 닷컴이라는 예명을 가지고 있던 이 회원은 장드니생씨의 저서를 읽고 라엘이 거짓을 말하고 있음을 확신하게 되었으며 사태의 심각성을 파악하고 본인이 운영하던 http://www.raelian.com 사이트를 반라엘리안 사이트로 전환하기에 이른다. 그는 다음 라엘리안 카페에 이러한 사실을 알렸으나 곧바로 제명당하고 문제의 글은 삭제되었다. 하지만 이 글은 일파만파 퍼져 결국 한국 라엘리안 대부분이 탈퇴하였다.
정신적, 물질적 피해에 대해 분노한 전 라엘리안들은 라반사 카페에 모여 라엘리안 무브먼트의 교리에 대한 논리적 반박글들을 올리고 있고, 서로간 친분을 도모하기도 한다.

## 반라엘리안 운동의 원인
라엘리안에서 탈퇴한 이들이 라엘리안 교리에 대해 적극적으로 비판하고 나선데에는 정신적, 물질적 피해를 보상받고자 하는 것보다 더 이상 자신과 같은 피해를 입는 사람들이 나타나질 않길 바라는 마음이 더 작용하고 있다. 라엘리안 교리는 결혼을 반대하고, 단체에 충실할 경우 받는 보상을 약속하기 때문에 대부분의 라엘리안들은 파경을 맞거나 결혼 자체를 생각하지 않는 경우가 많다. 특히, 국제회원이 되려면 반드시 세미나에 참석해야하기 때문에 그 일정을 맞추기 위해 직장을 그만두는 경우는 다반사다. 보통은 자기 인생보다 단체에 더 충실하여 사회적으로 보자면 정상적인 무리에서 벗어난 아웃사이더가 된다.
또한 라엘의 거짓말에 속았다는 정신적 피해를 호소하는 사람들도 많이 있다. 주로 수년간, 혹은 십년이 넘는 세월동안 라엘리안 생활을 해온 사람들인데, 수많은 증언들과 체험을 통해 라엘이 자신의 잇속을 챙기려고 종교를 유지한다는 사실을 깨닫자 진실을 찾아 종교에 안착하려던 사람들은 분노를 금치 못하고 있다. 따라서 아직까지도 자신의 거짓을 인정하지 않고 거짓 예언자 행세를 하는 라엘에게 속는 사람들이 더 이상 발생하지 않도록 이들은 적극적, 간접적으로 라엘리안 무브먼트를 비판하고 있다.